# Теодерих I
Вижте пояснителната страница за други личности с името Теодорих.
Теодерих I (Theoderich I, Theoderid, Theodorid(us), Theodericus, Theuderidus; † 451) е крал на вестготите от 418 до 451 г.

## Управление
През 418 г. вестготите напускат с техния крал Валия Испания и се заселват в дадените им от римляните земи в Югозападна Галия, без достъп до Средиземно море. Крал Валия умира във вестготската столица Толоса.
Теодерих I става крал след смъртта на Валия в края на 418 г., вероятно защото е съпруг на дъщеря на Аларих. Той основава Тулузкото кралство.
През юни 451 г. Теодерих, с цялата си войска и синовете си Теодерих II и Торизмунд, участва във войната срещу Атила. Вестготите са заедно с войските на Аеций и през септември 451 г. воюват в Троа на Каталаунските полета. Теодерих умира по време на битката.
Готите издигат веднага най-стария му син Торизмунд за крал.